# Doriane Domenjo
Doriane Domenjo est une arbitre internationale française de rugby à XV née vers 1988.

## Biographie
Doriane Domenjo, née vers 1988, est originaire de Perpignan. Bien que petite-fille d'un arbitre de rugby, c'est le basket qu'elle pratique de 11 à 19 ans ; elle ne se met au rugby que plus tard, au club de Rive-de-Gier, alors qu'elle prépare un CAPES
Elle passe peu après à l'arbitrage et dirige son premier match en février 2014 au sein de la ligue Île-de-France, dans le territoire de laquelle elle habite alors. En 2016, elle devient « arbitre fédéral ».
Après des débuts internationaux en 2018 Doriane Domenjo participe au tournoi des 6 Nations féminin et aux tournées d'automne en 2021. En 2022, elle est arbitre assistante du tournoi des 6 nations féminin, mais aussi lors de matchs du tournoi masculin des moins de 20 ans. Après avoir été l'arbitre principale de la finale du championnat de France Élite 1 entre les joueuses du Stade toulousain et de Blagnac, elle s'envole pour la Nouvelle-Zélande pour participer comme juge de touche à quatre rencontres de la coupe du Monde féminine. Suit en 2023 le tournoi féminin des 6 Nations, puis les Sevens Challenger Series féminines au printemps 2023 en Afrique du Sud et enfin le troisième niveau du championnat WXV 2023 à Dubai : pour la première fois dans une rencontre internationale elle est l'arbitre principale (pour un match opposant l'équipe féminine d'Irlande à celle du Kazakhstan).
Elle enseigne en 2022 l'éducation physique et sportive dans un lycée de Haute-Garonne et vit dans le Gers. Son statut de sportive de haut niveau lui permet d’être libérée de ses obligations professionnelles pour les convocations internationales.